# Jilotlán de los Dolores
Jilotlán de los Dolores è un comune del Messico, situato nello stato di Jalisco.